# 多毛悬钩子
多毛悬钩子（学名：Rubus lasiotrichus）是蔷薇科悬钩子属的植物，为中国的特有植物。分布在中国大陆的四川、云南等地，生长于海拔2,000米至2,700米的地区，常生长在石山、干燥山坡或疏林内，目前尚未由人工引种栽培。